# Lunin hrib
Lunin hrib (kitajsko: 月亮山; pinjin: Yuèliàng Shān; dob.: Mesečeva gora) je hrib z naravnim lokom nekaj kilometrov zunaj Jangšua v avtonomni pokrajini Guangši na jugu Kitajske. Lunin hrib je del gorovja Guilin. Ime je dobil po široki, polkrožni luknji skozi hrib, ki je vse, kar je ostalo od nekoč apnenčaste jame, ki je nastala v freatičnem območju. Kot večina formacij v regiji je tudi ta kraška. Je tudi priljubljena turistična atrakcija.

## Opis
Vzpon do loka traja približno 20 minut (približno 1000 stopnic) ali precej dlje za tiste, ki želijo doseči vrh. Obiskovalci morajo za vzpon na hrib plačati vstopnino. Prodajalci spominkov in osvežilnih pijač pogosto spremljajo plezalce gor in dol po poti.
Poleg betonske turistične poti, ki poteka skozi lok in nekoliko bolj grobe, strme poti, ki vodi do vrha nad lokom, ima Lunin hrib več plezalnih poti, od katerih jih je veliko v 1990-ih odprl ameriški plezalec Todd Skinner. Uporabljali so ga tudi za spuste po vrvi na več pustolovskih tekmah.
Lunin hrib ponuja širok panoramski razgled na okoliško podeželje, za katero so značilni stožčasti kraški hribi, ki jih najdemo po vsej pokrajini.

## Geografija
Lunin hrib stoji južno od Jangšuoja, čez reko Džingbao, ob kitajski nacionalni avtocesti 321. Njegova nadmorska višina je 380 m, medtem ko je relativna višina 230 m v in meri 410 m v dolžino. Lok je visok približno 50 metrov.

## Prepoved plezanja
Na Lunin hrib  je bila leta 2019 odpravljena dvoletna prepoved plezanja. Prepoved plezanja, ki je začela veljati v prvi polovici leta 2017, je bila v veljavi zaradi varnostnika na razgledni ploščadi, ki ga je skoraj zadel v glavo kos padajočega kamenja. V tem času je bilo plezanje dovoljeno le med letnim plezalnim festivalom Jangšuo konec oktobra. Lunin hrib je najelo novo zasebno podjetje in po srečanju z združenjem plezalcev Jangšuo so se konec leta 2019 odločili, da prepoved odpravijo. Prepoved je bila odpravljena pod pogojem, da se plezalne poti vsako leto pregledujejo, financiranje pa zagotavlja obvezno plezalno zavarovanje plezalcev.